# Parastasia indica
Parastasia indica är en skalbaggsart som beskrevs av Friedrich Ohaus 1898. 
Parastasia indica ingår i släktet Parastasia och familjen Rutelidae. Inga underarter finns listade i Catalogue of Life.